# Квинстаун (Мериленд)
Квинстаун (енгл. Queenstown) град је у америчкој савезној држави Мериленд.

## Демографија
По попису из 2010. године број становника је 664, што је 47 (7,6%) становника више него 2000. године.
| Група             | 2000.       | 2010.       |
| Белци             | 580 (94,0%) | 597 (89,9%) |
| Афроамериканци    | 23 (3,7%)   | 21 (3,2%)   |
| Азијати           | 1 (0,2%)    | 6 (0,9%)    |
| Хиспаноамериканци | 8 (1,3%)    | 25 (3,8%)   |
| Укупно            | 617         | 664         |